# Cunha (kommun)
Cunha är en kommun i Brasilien.   Den ligger i delstaten São Paulo, i den sydöstra delen av landet, 900 km söder om huvudstaden Brasília. Antalet invånare är 21 874.
Följande samhällen finns i Cunha:
- Cunha

Omgivningarna runt Cunha är huvudsakligen savann. Runt Cunha är det glesbefolkat, med 17 invånare per kvadratkilometer.